# Скаб Ярослава Федорівна
Ярослава Федорівна Скаб (псевдо: «Варка», «Ганка», «Івга» («Ївга»?), «Оля»; нар. 1916 (1918?), с. Улазів, Любачівський повіт — пом. ?) — діячка українського визвольного руху (ОУН), лицарка Срібного та Бронзового хрестів заслуги УПА.

## Життєпис
Народилася в сім'ї сільської вчительки. 
Член ОУН. Провідниця жіночої сітки Поліського обласного проводу ОУН (?-1944), референтка УЧХ Костопільського надрайонного проводу ОУН (1944-?), ВО «Тютюнник» УПА-Північ, організаційна референтка (2-га пол. 1944 — ?), а відтак провідниця Сарненського окружного проводу ОУН ПЗК (поч. 1945—1946), організаційна референтка тимчасового проводу Північно-східного краю (ПСК) «Степ» (1946). 
Учасниця чисток радянської агентури в рядах УПА. Уповноважена зі спецдоручень крайового проводу ОУН на ПЗУЗ та крайового військового штабу УПА-Північ. Займалася інспекційною роботою на сході. Восени 1946 р. заарештована органами МДБ. 

## Спогади про Ярославу Скаб
| В одному з етапів, з московської тюрми “Бутирки”, прибула невисокого росту худенька дівчина, літ біля тридцяти (Абагур, 1949 р.). Була вона дуже бідно одягнена. Суджена на 25 літ. Звали її Слава Скаб. В розмові я довідалась, що Слава арештована була на Волині. Сиділа в московських тюрмах. І з Московії привезли її в Абагур. Має польське громадянство. Під час польської окупації вчителів українців відправляли вчителювати в центральну Польщу, а з Польщі – в Галичину присилали вчителів–поляків. Так батьки Слави, мама — Олена і батько — Теодор — вчителі, до війни попали в центральні райони Польщі. Там і народилася Слава. Десь на теренах Польщі у відділах УПА була її молодша сестра — Євгенія (Гена). Ця дівчина – Слава і розказала мені про волинську сотню, що в кінці 1943 року з’явилась на Волині під видом УПА, про що я писала раніше. Подібне наше минуле дуже пов'язало мене зі Славою. За короткий час ми дуже здружилися. Потім був Тайшет, 1949 рік - особливі закриті режимні лагеря, 1951 р. - етап за Ангару на будівництво Байкало-Амурської магістралі | - зі спогадів Стефанії Костюк-Процак, всевдо "Марта" — спецкур'єрки, ветеранки ОУН-УПА, інваліда бойових дій.
З листа Стефанії Костюк-Процак до Ніни Вірченко в 2003р.: 
| Просиш інформацію про Славу! Ніночко, вона була настільки скритна. Багато ми з нею провели годин разом, але про себе вона говорила мало. 1954 рік, нас відправили в Мордовію (станція Потьма, селище Явас №385/9). В Мордовії Слава Скаб зустріла своїх подруг по підпіллю — Ірину Клочник і Марійку Луцан. По її розмовах з подругами, які були зв’язані з похідними групами 1941-1942 років на Схід України, зрозуміла, що Слава мала якесь відношення до тих подій. Але в таборі вони дотримувались деякої конспірації. І тільки в 1999 році, в Києві, я зустріла одного пана з Польщі, який мені розказав, що Слава Скаб була членом Краєвого проводу Волині, псевдо її “Івга”. Недавно попала мені в руки книжка Анни Караванської-Байляк “Во ім’я Твоє”, де вона описує свій побут в польських тюрмах. Згадує Скаб Євгенію – рідну сестру Слави. Євгенія, 1927 р.н., член ОУН, псевдо “Феська”, засуджена на 13 літ польським військовим судом. Після звільнення жила у Вроцлаві, де і померла |.
З листування Стефанії Костюк-Процак і Слави Скаб відома така інформація про останню: лист від 24.04.1956 Скаб вже була звільнена з табору і повернулась до матері, З вересня 1956 року Скаб переїхала до Вроцлава (лист від 6 січня 1957). Потім переписка обірвалась. Стефанія Костюк-Процак її розшукувала після проголошення незалежності України. Скаб відізвалась, лист був у 1992. Останній лист — 26.06.1998 року. Напевно, похована у Вроцлаві.
Мала дочку, зятя і двох внучок. В 1992 році Ярослава Скаб мала 74 роки – це вона писала у листі. Отже, рік її народження 1918 р.

## Нагороди
- Згідно з Постановою УГВР від 8.10.1945 р. і Наказом Головного військового штабу УПА ч. 4/45 від 11.10.1945 р. референтка УЧХ Костопільського надрайонного проводу ОУН Ярослава Скаб — «Івга» нагороджена Срібним хрестом заслуги УПА.
- Згідно з Наказом Головного військового штабу УПА ч. 4/45 від 11.10.1945 р. уповноважена зі спецдоручень крайового військового штабу УПА-Північ Ярослава Скаб — «Варка» нагороджена Бронзовим хрестом заслуги УПА.